# Striatoptycholaemus bouakensis
Striatoptycholaemus bouakensis är en skalbaggsart som beskrevs av Pierre Lepesme och Stefan von Breuning 1956. Striatoptycholaemus bouakensis ingår i släktet Striatoptycholaemus och familjen långhorningar. Inga underarter finns listade i Catalogue of Life.